# Âm giai Trưởng hòa âm
Âm giai Trưởng hòa âm là âm giai được xây dựng bằng cách hạ thấp bậc VI của âm giai Trưởng tự nhiên xuống 1/2 cung và giữ nguyên các bậc khác.
Do các yêu cầu về hoà âm khi cần hấp dẫn mạnh từ hợp âm bậc IV về hợp âm chủ (bậc I), âm bậc VI của âm giai (thượng át âm) được hạ thấp cho gần âm bậc V (át âm) hơn, từ chỗ cao hơn át âm 1 cung giờ chỉ còn 1/2 cung, do đó được giải quyết về át âm rõ ràng hơn.
Ví dụ tiêu biểu: Trong giọng Đô trưởng (C-dur), có những trường hợp dùng hợp âm Pha thứ (Fm) giải quyết về hợp âm Đô trưởng (C), khi đó nốt La giáng bị hút mạnh về nốt Xon.